# Maggiore
Il maggiore, nella gran parte degli eserciti, è il primo grado degli ufficiali superiori, più in alto del capitano e subordinato al tenente colonnello. Deriva dalla contrazione di "capitano maggiore".
In alcuni paesi, in particolare in Francia, il "maggiore" è invece il grado più elevato di sottufficiale, derivato dalla contrazione di "aiutante maggiore". In questi paesi il grado corrispondente al maggiore degli altri paesi è denominato "comandante" (in francese: commandant). La denominazione di comandante, invece che maggiore, è usata anche in altri paesi: Spagna, taluni paesi latinoamericani e Irlanda.
Il codice di corrispondenza, nella scala gerarchica delle forze armate dei paesi membri della NATO, è OF-3.

## Italia

### Forze armate
Il grado di maggiore, abbreviato Magg., è impiegato da Esercito Italiano, Carabinieri, Guardia di Finanza e Aeronautica Militare. Nella Marina Militare il grado omologo è capitano di corvetta. È la prima e più bassa qualifica dirigenziale nelle forze armate e nelle forze di polizia ad ordinamento militare. Il distintivo di grado del maggiore dell'Esercito Italiano della Guardia di Finanza e dell'Arma dei Carabinieri è costituito da una corona turrita e da una stelletta. Nel caso dell'Esercito e della Guardia di Finanza, corona e stelletta sono dorate, mentre nel caso dei Carabinieri sono argentate. Il distintivo di grado del maggiore dell'Aeronautica Militare è costituito da una losanga e un "doppio binario". Per la Marina Militare, il cui grado omologo è capitano di corvetta, da un "giro di bitta" e da un "doppio binario".
Nell'Esercito Italiano il distintivo di grado per controspallina di maggiore è costituito da una corona turrita dorata e da una stelletta dorata. Il maggiore comandante di battaglione ha la stelletta bordata di rosso. Il maggiore con incarichi di comando/staff del grado superiore ha una stelletta aggiuntiva di colore argento bordata di rosso.
Esercito

Distintivo per controspallina di maggiore dell'Esercito Italiano
Distintivo per controspallina di maggiore comandante di battaglione
Controspallina di maggiore con funzioni del grado superiore

Marina Militare, Aeronautica Militare e Arma dei Carabinieri

Distintivo per paramano di capitano di corvetta della Marina Militare Italiana
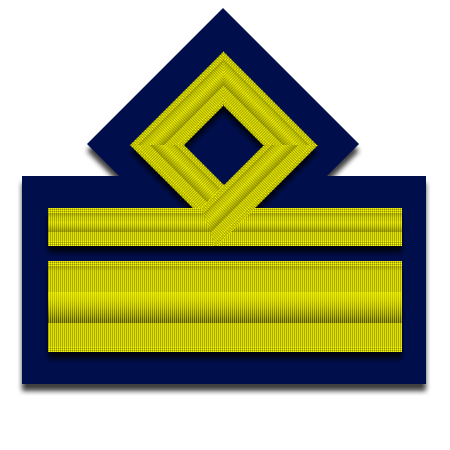
Distintivo per paramano di maggiore dell'Aeronautica Militare
Distintivo per controspallina di maggiore dell'Arma dei Carabinieri

### Comparazione con le qualifiche dei corpi a ordinamento militare

Distintivo di grado per controspallina di maggiore della Guardia di Finanza
Distintivo di grado per controspallina di ispettrice di centro di mobilitazione del Corpo delle Infermiere Volontarie della Croce Rossa Italiana

### Comparazione con le qualifiche dei corpi a ordinamento civile
Nei corpi di polizia i "gradi" sono stati sostituiti dalle "qualifiche" solo in parte corrispondenti ai gradi militari vigenti nell'Esercito italiano, nell'Arma dei carabinieri e nella Guardia di finanza. L'art. 32 del decreto legislativo n. 298 del 2000 "Riordino del reclutamento, dello stato giuridico e dell'avanzamento degli ufficiali dell'Arma dei carabinieri, a norma dell'articolo 1 della legge 31 marzo 2000, n. 78", ha fissato la seguente equiparazione tra gradi e qualifiche:

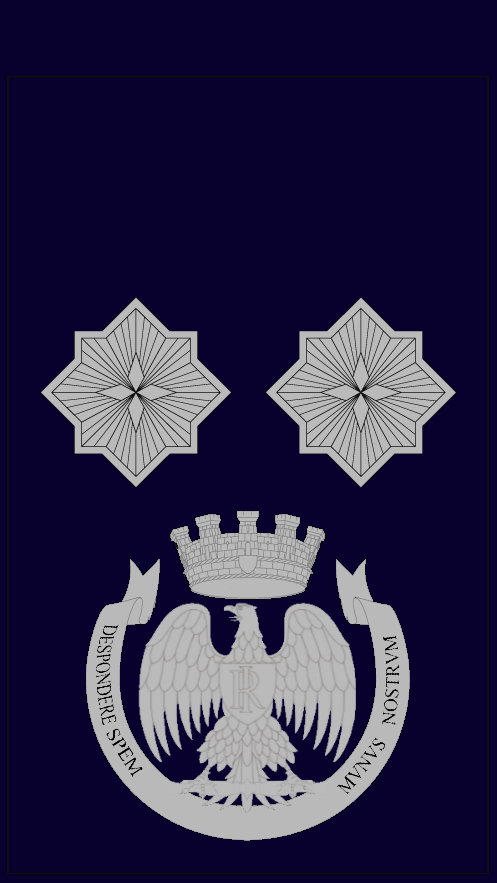
Distintivo di qualifica per controspallina di Dirigente aggiunto del Corpo di polizia penitenziaria
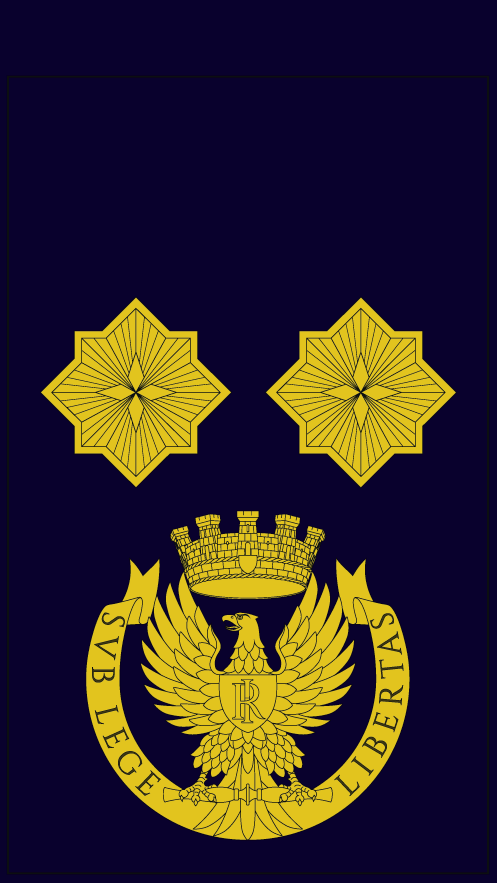
Distintivo di qualifica per controspallina di vice questore aggiunto della Polizia di Stato
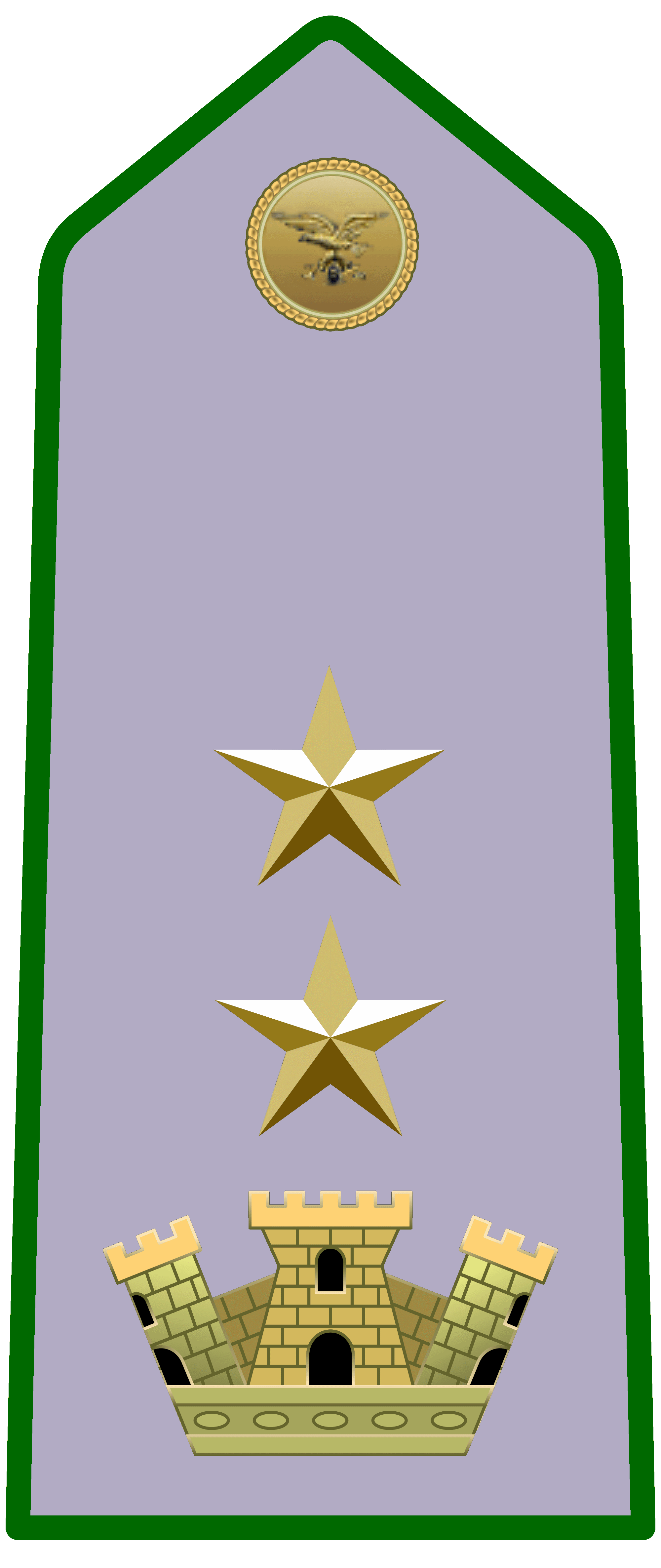
Distintivo di qualifica per controspallina di vice questore aggiunto del Corpo forestale dello Stato
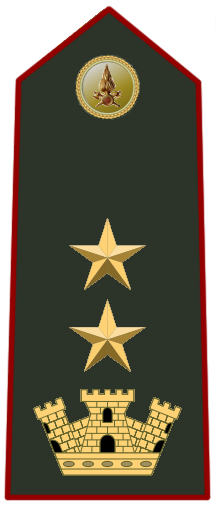
Distintivo di qualifica di direttore vice dirigente del Corpo nazionale dei vigili del fuoco

### Regno delle Due Sicilie
Nel Real Esercito del Regno delle Due Sicilie il grado di Maggiore era superiore ai gradi di Capitano aiutante e Capitano comandante e inferiore al grado di Tenente colonnello. Il distintivo di grado era costituito da due spalline con corona e un giglio.

## Francia
In Francia il grado di maggiore (major) nelle forze armate francesi corrisponde al grado di primo maresciallo delle forze armate italiane mentre il grado corrispondente al maggiore dell'Esercito Italiano e dell'Aeronautica Italiana nell'Armée de l'air è quello di commandant, usato anche nell'Armée de terre accanto al grado di chef de bataillon, usato per i comandanti di battaglioni di fanteria, mentre le unità di cavalleria, blindate o di artiglieria utilizzano l'equivalente grado di "Chef d'escadron" ("caposquadrone"); nella Marine nationale il grado omologo è capitaine de corvette.

## San Marino

### Corpo della Gendarmeria
Il grado di maggiore è, nella Gendarmeria di San Marino, un grado degli ufficiali superiori.

Distintivo di grado da maggiore per controspallina.

## Esercito svizzero
Nell'Esercito svizzero, il grado di maggiore (in lingua italiana ed abbreviato magg.), in francese major ed in tedesco Major, è il primo degli ufficiali superiori.

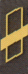
Distintivo vecchio
Distintivo attuale

## Brasile
In Brasile, Major è il grado che segue quello di Capitão e precede quello di Tenente Coronel nell'Esercito e nell'Aeronautica. L'equivalente nella Marina è Capitão de Corveta.
|                     |                   |                        |
| Exército Brasileiro | Marinha do Brasil | Força Aérea Brasileira |

## Russia e Unione Sovietica
Nell'Impero russo il grado di maggiore venne abolito dall'Esercito imperiale nel 1884 e con l'abolizione del grado di maggiore il capitano e il Rotmistr della cavalleria furono equiparati all'ex maggiore.
In seguito alla rivoluzione d'ottobre del 1917 con l'abolizione dei privilegi della nobiltà russa (Dvorjanstvo; cirillico: дворянство) e della tavola dei ranghi vennero aboliti anche i gradi militari personali. Basandosi sull’insegnamento di Karl Marx di sostituire l’esercito regolare con un'armata generale del popolo, il 16 marzo 1918 i bolscevichi abolirono l’esercito imperiale; tuttavia la necessità di una lotta armata per fronteggiare la controrivoluzione e l'intervento militare straniero costrinsero il Comitato esecutivo centrale panrusso e il Consiglio dei commissari del popolo ad emanare il 15 gennaio 1918 un decreto che istituiva l'"Armata Rossa degli operai e dei contadini", molto presto, prima dello scioglimento dell'esercito imperiale.
All'inizio il nuovo esercito non aveva gradi, a parte il grado unico di "Krasnoarmeec" (Красноармеец; soldato dell'Armata rossa). Tuttavia, per una reale necessità, prima in modo informale e poi più formale (sebbene non sia stato emesso alcun documento sull'introduzione dei gradi o dei nomi dei comandanti) nella corrispondenza ufficiale cominciarono a comparire acronimi rappresentanti le denominazioni dei titolari delle cariche. Ad esempio Kombat (cirillico: Kомбат) era l'acronimo comandante di battaglione omologo del tenente colonnello (russo: подполко́вник; traslitterato: Podpolkovnik), mentre Pomkombat (russo: Помкомбат) era l'acronimo di assistente comandante di battaglione (russo: Помощник командира батальона; traslitterato: Pomoščnik Komandira Batal'ona). Verso la metà della guerra civile (gennaio 1919), questi "gradi di posizione" divennero piuttosto formali e dal gennaio 1920 i nomi degli ufficiali furono fissati dall'Ordine dell'Armata Rossa. Invece dei gradi, questi erano ufficialmente conosciuti come "categorie dell'Armata Rossa" e alcuni di questi acronimi sono sopravvissuti fino ai giorni nostri come nomi di posizioni informali. 
Nel 1935 venne ripristinato il grado di maggiore (russo: Maиop, traslitterato: Major), unificando le posizioni di Kombat e di Pomkombat e nel 1940 venne ripristinato il grado di Podpolkovnik.

## I gradi omologhi nel resto del mondo
Di seguito è riportata una lista dell'equivalente del grado per le principali forze armate mondiali:
 AlbaniaMajor
 Arabia Saudita?
 ArgentinaMayor
 AustraliaMajor
 Austria?
 BelgioCommandant
 BrasileMajor
 Bulgaria?
 CanadaMajor
 Cile?
 CinaShao Xiao, 少校
 Colombia?
 Corea del Nord?
 Corea del Sud소장 (Sojang) [Só-jaŋ]
 Croazia?
 Cuba?
 DanimarcaMajor
 Egitto?
 Estonia?
 FinlandiaMajuri
 FranciaCommandant
 GermaniaMajor
 GiapponeSantō-rikusa、三等陸佐(Rikugun-Shōsa、陸軍少佐)
 GreciaΤαγματάρχης
 IndiaMajor
 IranSargord
 Iraq?
 IrlandaCommandant
 IsraeleRav séren
 Lettonia?
 Lituania?
 MessicoComandante
 NorvegiaMajor
 Nuova Zelanda?
 Paesi Bassi?
 Pakistan?
 PerùMayor
 PoloniaMajor
 PortogalloMajor
 Regno UnitoMajor
 Romania?
 RussiaMajor, майор
 SpagnaComandante
 Siria?
 Slovenia?
 SveziaMajor
 Stati UnitiMajor
 Sudafrica?
 Taiwan?
 Turchia?
 Uruguay?
 Venezuela?

### Riferimenti normativi
- Decreto legislativo 15 marzo 2010, n. 66, in materia di "Codice dell'ordinamento militare" aggiornato.
- Decreto del presidente della Repubblica 15 marzo 2010, n. 90, in materia di "Testo unico delle disposizioni regolamentari in materia di ordinamento militare" aggiornato
- https://nso.nato.int/nso/zPublic/ap/PROM/APersP-01%20EDA%20V1%20E.pdf[collegamento interrotto], Bruxelles, https://nso.nato.int/nso/zPublic/stanags/CURRENT/2116EFed07.pdf[collegamento interrotto].

### Testi
- Riccardo Busetto, Il dizionario militare. Dizionario enciclopedico del lessico militare, Bologna, Zanichelli, 2004, ISBN 978-88-08-08937-3.
- Alessandro Fraschetti, La prima organizzazione dell'Aeronautica militare in Italia dal 1884 al 1925, Roma, Stato Maggiore Aeronautica – Ufficio Storico, 1986.